# العلاقات السريلانكية اللبنانية
العلاقات السريلانكية اللبنانية هي العلاقات الثنائية التي تجمع بين سريلانكا ولبنان.

## مقارنة بين البلدين
هذه مقارنة عامة ومرجعية للدولتين:
| وجه المقارنة                                              | سريلانكا                         | لبنان                                                                |
| --------------------------------------------------------- | -------------------------------- | -------------------------------------------------------------------- |
| المساحة (كم2)                                             | 65.61 ألف                        | 10.45 ألف                                                            |
| عدد السكان (نسمة)                                         | 21.44 مليون                      | 6.10 مليون                                                           |
| الكثافة السكانية (ن./كم²)                                 | 326.78                           | 583.73                                                               |
| العاصمة                                                   | سري جاياواردنابورا كوتي، كولمبو  | بيروت                                                                |
| اللغة الرسمية                                             | اللغة السنهالية، اللغة التاميلية | اللغة العربية، لغة فرنسية                                            |
| العملة                                                    | روبية سريلانكي                   | ليرة لبنانية                                                         |
| الناتج المحلي الإجمالي (بليون دولار)                      | 87.17 مليار                      | 51.84 مليار                                                          |
| الناتج المحلي الإجمالي (تعادل القوة الشرائية) بليون دولار | 246.62 مليار                     | 81.54 مليار                                                          |
| الناتج المحلي الإجمالي الاسمي للفرد دولار أمريكي          | 3.93 ألف                         | 8.05 ألف                                                             |
| الناتج المحلي الإجمالي للفرد دولار أمريكي                 | 11.11 ألف                        | 17.46 ألف                                                            |
| مؤشر التنمية البشرية                                      | 0.757                            | 0.769                                                                |
| رمز المكالمات الدولي                                      | +94                              | +961                                                                 |
| رمز الإنترنت                                              | .lk،                             | .lb                                                                  |
| المنطقة الزمنية                                           | ت ع م+05:30                      | ت ع م+02:00، ت ع م+03:00، توقيت شرق أوروبا، توقيت شرق أوروبا الصيفي ‏ |

## منظمات دولية مشتركة
يشترك البلدان في عضوية مجموعة من المنظمات الدولية، منها:
| علم المنظمة | اسم المنظمة                               | تاريخ انضمام سريلانكا | تاريخ انضمام لبنان |
| ----------- | ----------------------------------------- | --------------------- | ------------------ |
|             | مؤسسة التنمية الدولية                     | 27 يونيو 1961         | 10 أبريل 1962      |
|             | يونسكو                                    | 14 نوفمبر 1949        | 4 نوفمبر 1946      |
|             | وكالة ضمان الاستثمار متعدد الأطراف        | 27 مايو 1988          | 19 أكتوبر 1994     |
|             | الأمم المتحدة                             | 14 ديسمبر 1955        | 24 أكتوبر 1945     |
|             | الاتحاد البريدي العالمي                   | ?                     | ?                  |
|             | البنك الدولي للإنشاء والتعمير             | 29 أغسطس 1950         | 14 أبريل 1947      |
|             | الاتحاد الدولي للاتصالات                  | 1897                  | 12 يناير 1924      |
|             | منظمة حظر الأسلحة الكيميائية              | ?                     | ?                  |
|             | مؤسسة التمويل الدولية                     | 20 يوليو 1956         | 28 ديسمبر 1956     |
|             | المركز الدولي لتسوية المنازعات الاستشارية | 11 نوفمبر 1967        | 25 أبريل 2003      |
|             | منظمة الشرطة الجنائية الدولية             | ?                     | ?                  |

## وصلات خارجية
- موقع وزارة الخارجية السريلانكية